# 吕祖宫
吕祖宫又稱燕京純陽宮，是北京市西城区复兴门北顺城街的一座全真道龙门派道观。

## 历史
吕祖宫位于今北京市西城区复兴门北顺城街15号，属西城区文物保护单位。吕祖宫始建于明朝，原为“火神庙”。其旁为佛教庙宇“地藏庵”。两庙隔墙而立，日久荒废。清朝咸丰七年（1857年），道教居士叶合仁经北京白云观住持高仁峒介绍，购买了这两座庙宇的房地，出资重修为如今的吕祖宫，成为供奉道教纯阳祖师吕純陽的全真道龙门派宫观。
中华民国时期，吕祖宫有海淀冰窖村纯阳宫、西便门外郝井台村菩萨殿两处下院，这两处下院今均未存。1949年以后，吕祖宫停止了宗教活动。
2005年，吕祖宫修缮工程全面开始。2006年9月24日，举行了修缮竣工、神像开光及宗教活动场所颁证仪式，吕祖宫重新开放为道教活动场所。 

## 建筑

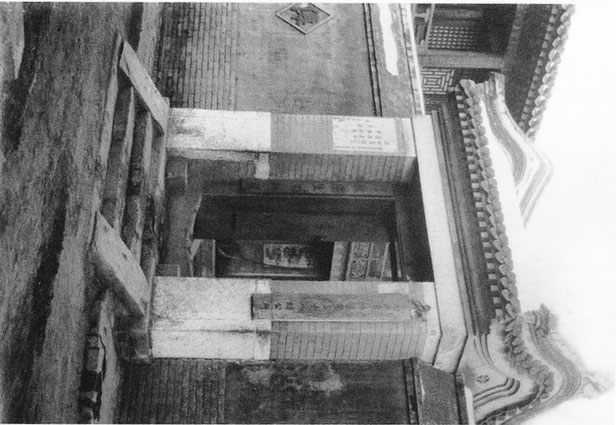
山门旧影

呂祖宮坐西朝东，如今的格局是清咸豐年間奠定，有山門、呂祖殿、修真堂、呂祖閣等建築。
- 山門：坐西朝东，门上嵌原火神廟的石額，该石額长约230厘米，高约30厘米，陰刻楷書「古剎火神廟」，周围环绕連珠紋。
- 呂祖殿：位于山门内，坐西朝东，供奉呂祖、趙公明、孫思邈。该殿有对聯：「一枕黃粱點破千秋大夢，九轉丹訣煉就萬劫真仙。」殿內後壁殘存着一幅清代壁畫，白底黑彩，繪猛虎下山图案。呂祖殿北院現為北京市道教協會道家書畫藝術委員會所在地。

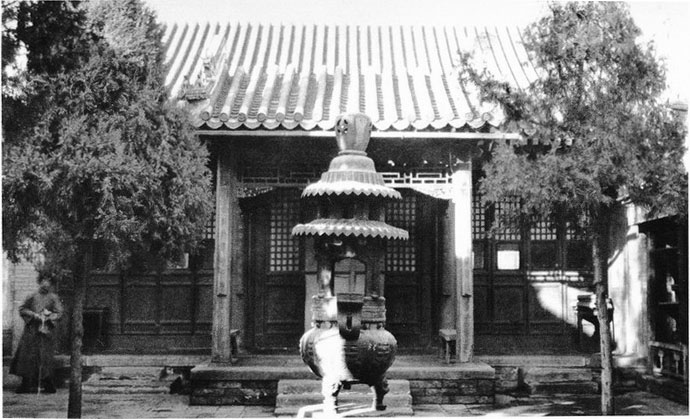
修真堂旧影

- 呂祖閣：二層樓閣建築，位于呂祖殿南侧，坐南朝北。匾曰「尊道貴德。」对聯：「陰符三百字；道德五千言。」「禍福無門，惟人自召；善惡之報，如影隨形。」
- 修真堂：一層廳堂式建築，位于呂祖殿北侧，坐北朝南。对聯：「人來得意高談道；客去清閒朗誦經。」该堂東側廊前立一通石碑，为2005年修繕吕祖宫時出土，從形制看约为明朝遺物，但碑文已漫漶不清。
- 後院：現為北京市道教協會辦公室。[1][2][3][4]